# Lista de vereadores de Coronel Fabriciano

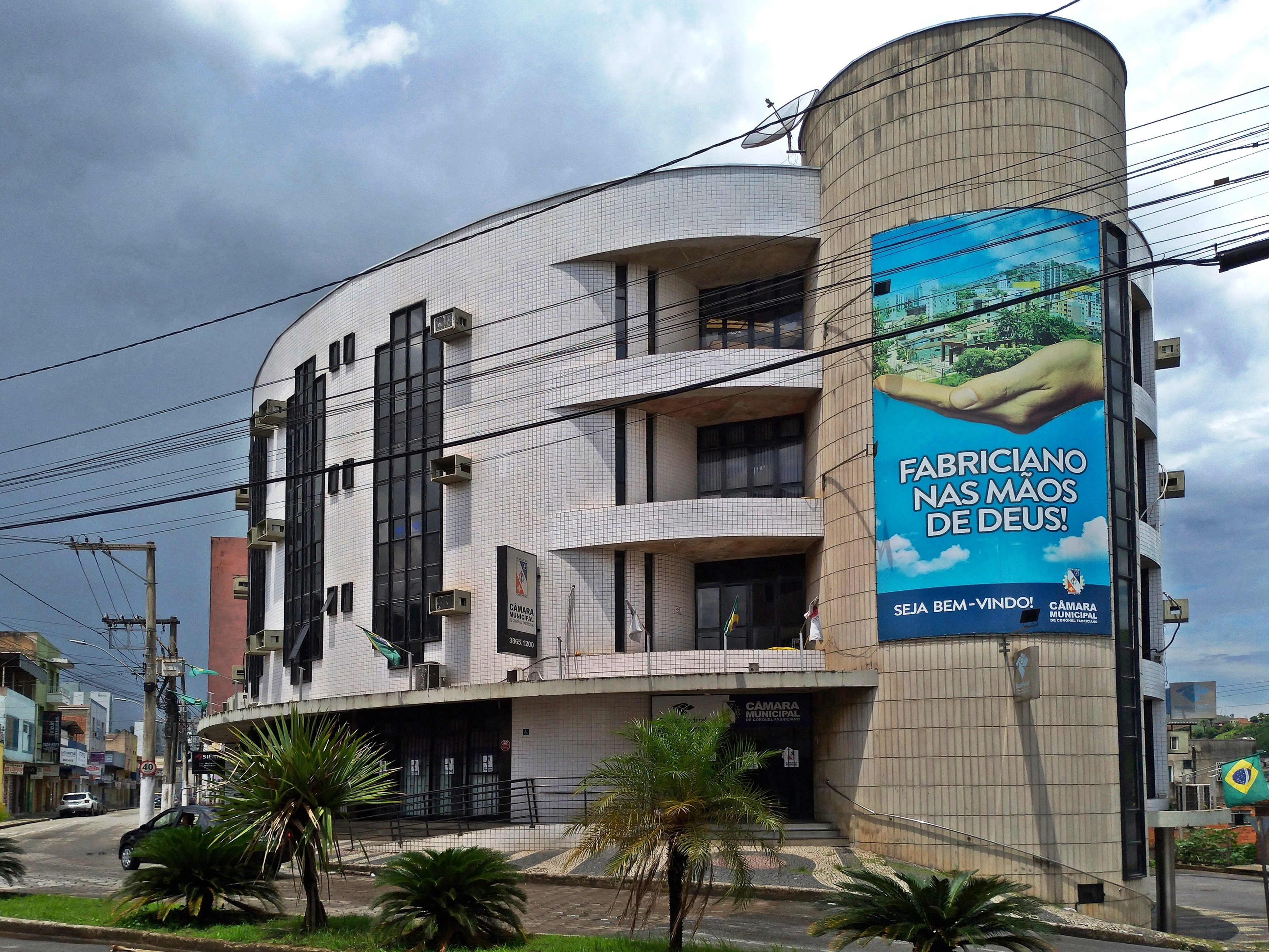
Sede da Câmara Municipal de Coronel Fabriciano em 2020

Esta é a lista de vereadores de Coronel Fabriciano, município brasileiro do estado do Minas Gerais.
A Câmara Municipal de Coronel Fabriciano é formada atualmente por dezessete representantes, desde a eleição de 2012, quando o número de vereadores passou a ser equivalente à população municipal. Sua emancipação política ocorreu em 27 de dezembro de 1948. Porém, devido a um incêndio ocorrido na sede da câmara em 1988, os dados das gestões 1951–1954 e 1955–1958 foram perdidos, portanto não foram listados. Com a promulgação da Constituição de 1988 nos artigos 29 a 31 desta prescrevem os poderes anexados ao cargo de vereador.
Em 15 de março de 1949, tomaram posse, além do prefeito Rubem Siqueira Maia e seu vice Silvino Pereira, os vereadores Nicanor Ataíde, Lauro Pereira, Ary Barros, José Anatólio Barbosa, Wenceslau Martins Araújo, Sebastião Mendes Araújo, José Paula Viana, Raimundo Martins Fraga e José Wilson Camargo. Hoje a administração municipal se dá pelos Poderes Executivo e Legislativo, sendo este constituído pela Câmara Municipal, que é composta pelos vereadores eleitos para mandatos de quatro anos. Cabe à casa elaborar e votar leis fundamentais à administração e ao executivo, especialmente o orçamento participativo (lei de diretrizes orçamentárias).
Em 2020, foi iniciado o projeto de construção de uma sede própria para a Câmara Municipal de Coronel Fabriciano no bairro Santa Helena. Até então, a sede funcionava em prédios alugados.

## 19ª Legislatura (2025–2028)
Estes são os vereadores eleitos nas eleições de 6 de outubro de 2024:
|    | Nome                                              | Partido                                        | Votos | %    | Observações |
| -- | ------------------------------------------------- | ---------------------------------------------- | ----- | ---- | ----------- |
| 1  | Roberto Rodrigues, Beto Cavaleiro                 | Partido Liberal (PL)                           | 2.567 | 4,63 | 4º mandato  |
| 2  | Ronilson Evelton de Souza, Ronilson Burrinho      | Partido da Social Democracia Brasileira (PSDB) | 1.530 | 2,76 | 4º mandato  |
| 3  | José Lucílio Alvarenga Neto, Zezinho Sinttrocel   | Partido Socialista Brasileiro (PSB)            | 1.510 | 2,73 | 2º mandato  |
| 4  | Marcelo Soares de Almeida, Motorista              | Partido Socialista Brasileiro (PSB)            | 1.399 | 2,53 | 2º mandato  |
| 5  | Francisco de Assis Simões Thomaz, Chico Simões    | Partido dos Trabalhadores (PT)                 | 1.349 | 2,44 | 2º mandato  |
| 6  | Luciano Lugão da Silva (2025-2026)                | Mobilização Nacional (MOBILIZA)                | 1.344 | 2,43 | 5º mandato  |
| 7  | Reinaldo Monteiro de Alvarenga, Reinaldo da Saúde | União Brasil (UNIÃO)                           | 1.322 | 2,39 | 1º mandato  |
| 8  | Wanderley Ribeiro Araújo, Ley Wanderley           | Partido Socialista Brasileiro (PSB)            | 1.219 | 2,20 | 1º mandato  |
| 9  | Geraldo Cristiano Alves Valentim, do Cais         | União Brasil (UNIÃO)                           | 1.163 | 2,10 | 3º mandato  |
| 10 | Paulo Virgílio da Silva, Paulinho                 | Partido Liberal (PL)                           | 1.137 | 2,05 | 2º mandato  |
| 11 | Bruno Lázaro da Silva                             | Partido Social Democrático (PSD)               | 1.111 | 2,01 | 1º mandato  |
| 12 | Anirton Valeriano da Silva, Miltinho do Sacolão   | Partido da Social Democracia Brasileira (PSDB) | 1.049 | 1,89 | 3º mandato  |
| 13 | Reginaldo Messias da Silva                        | Partido Social Democrático (PSD)               | 879   | 1,59 | 2º mandato  |
| 14 | Valdir Vieira da Silva, Motorista                 | Solidariedade                                  | 839   | 1,51 | 1º mandato  |
| 15 | Adriano Martins de Oliveira, Saúde Popular        | Podemos (PODE)                                 | 769   | 1,39 | 5º mandato  |
| 16 | Vanderlei Cupertino Fialho, Canídia               | Solidariedade                                  | 739   | 1,33 | 5º mandato  |
| 17 | Thiago Lucas Silva Reis                           | Partido Socialista Brasileiro (PSB)            | 702   | 1,27 | 3º mandato  |

## 18ª Legislatura (2021–2024)
Estes são os vereadores eleitos nas eleições de 15 de novembro de 2020:
|    | Nome                                                           | Partido                                        | Votos | %    | Observações |
| -- | -------------------------------------------------------------- | ---------------------------------------------- | ----- | ---- | ----------- |
| 1  | Paulo Virgílio da Silva, Paulinho                              | Avante                                         | 1.490 | 2,71 | 1º mandato  |
| 2  | Roberto Rodrigues, Beto Cavaleiro                              | Partido Social Democrático (PSD)               | 1.370 | 2,49 | 3º mandato  |
| 3  | Reginaldo Messias da Silva                                     | Partido Social Democrático (PSD)               | 1.193 | 2,17 | 1º mandato  |
| 4  | Adriano Martins de Oliveira                                    | Partido Social Liberal (PSL)                   | 1.165 | 2,12 | 4º mandato  |
| 5  | Ronilson Evelton de Souza, Ronilson Burrinho                   | Partido da Social Democracia Brasileira (PSDB) | 1.079 | 1,96 | 3º mandato  |
| 6  | Geraldo Cristiano Alves Valentim, do Cais                      | Democratas (DEM)                               | 1.047 | 1,90 | 2º mandato  |
| 7  | Thiago Lucas Silva Reis                                        | Partido dos Trabalhadores (PT)                 | 1.037 | 1,89 | 2º mandato  |
| 8  | Anirton Valeriano da Silva, Miltinho do Sacolão (2021-2022)    | Partido da Social Democracia Brasileira (PSDB) | 946   | 1,72 | 2º mandato  |
| 9  | Luciano Lugão da Silva (2023-2024)                             | Partido Social Liberal (PSL)                   | 914   | 1,66 | 4º mandato  |
| 10 | José Lucílio Alvarenga Neto, Zezinho Sinttrocel                | Partido Comunista do Brasil (PCdoB)            | 861   | 1,57 | 1º mandato  |
| 11 | Lucimar Gonçalves Brito Silva, Lucimar do Salão                | Partido da Social Democracia Brasileira (PSDB) | 837   | 1,52 | 1º mandato  |
| 12 | Claudiney Teixeira de Oliveira Alves, Missionário Ney Oliveira | Partido da Social Democracia Brasileira (PSDB) | 825   | 1,50 | 1º mandato  |
| 13 | Sandro Luciano Torres Araújo, Dr. Sandro Araújo Dentista       | Cidadania                                      | 582   | 1,06 | 2º mandato  |
| 14 | Nélio Silva Damasceno, do Abacaxi                              | Progressistas (PP)                             | 557   | 1,01 | 2º mandato  |
| 15 | Marcelo Soares de Almeida, Motorista                           | Partido Comunista do Brasil (PCdoB)            | 539   | 0,98 | 1º mandato  |
| 16 | Lincoln Drumond Soares Neto                                    | Democratas (DEM)                               | 498   | 0,91 | 1º mandato  |
| 17 | Ronaldo dos Santos Barbosa, Ronaldinho                         | Partido Republicano da Ordem Social (PROS)     | 420   | 0,76 | 1º mandato  |

## 17ª Legislatura (2017–2020)
Estes são os vereadores eleitos nas eleições de 2 de outubro de 2016:
|    | Nome                                                       | Partido                                        | Votos | %    | Observações |
| -- | ---------------------------------------------------------- | ---------------------------------------------- | ----- | ---- | ----------- |
| 1  | Roberto Rodrigues, Beto Cavaleiro                          | Movimento Democrático Brasileiro (MDB)         | 1.485 | 2,53 | 2º mandato  |
| 2  | Enéias José dos Reis                                       | Partido Trabalhista do Brasil (PTdoB)          | 1.215 | 2,07 | 2º mandato  |
| 3  | Marcos da Luz Evangelista Martins                          | Partido dos Trabalhadores (PT)                 | 1.193 | 2,04 | 3º mandato  |
| 4  | Anirton Valeriano da Silva, Miltinho do Sacolão            | Partido da Social Democracia Brasileira (PSDB) | 1.082 | 1,85 | 1º mandato  |
| 5  | Thiago Lucas Silva Reis                                    | Partido dos Trabalhadores (PT)                 | 990   | 1,69 | 1º mandato  |
| 6  | Adriano Martins de Oliveira, Ex Conselho Tutelar (2019)    | Partido Popular Socialista (PPS)               | 964   | 1,64 | 3º mandato  |
| 7  | Ronilson Evelton de Souza, Ronilson Burrinho               | Partido Socialista Brasileiro (PSB)            | 921   | 1,56 | 2º mandato  |
| 8  | Sandro Luciano Torres Araújo, Dr. Sandro Araújo (dentista) | Partido Popular Socialista (PPS)               | 915   | 1,55 | 1º mandato  |
| 9  | Leandro Tenório de Oliveira, Xingozinho (2017)             | Partido Social Democrático (PSD)               | 899   | 1,53 | 2º mandato  |
| 10 | Geraldo Cristiano Alves Valentim, do Cais                  | Partido Verde (PV)                             | 889   | 1,52 | 1º mandato  |
| 11 | Antônio José Francisquini, Sargento Francisquini Proerd    | Partido da Social Democracia Brasileira (PSDB) | 858   | 1,46 | 1º mandato  |
| 12 | Edem Almeida Arruda, Professor Edem                        | Partido dos Trabalhadores (PT)                 | 786   | 1,33 | 2º mandato  |
| 13 | Luciano Lugão da Silva (2018)                              | Partido Republicano da Ordem Social (PROS)     | 769   | 1,30 | 3º mandato  |
| 14 | Nélio Silva Damasceno, do Abacaxi                          | Partido Trabalhista do Brasil (PTdoB)          | 745   | 1,26 | 1º mandato  |
| 15 | Vanderlei Cupertino Fialho, Canídia                        | Partido Comunista do Brasil (PCdoB)            | 735   | 1,25 | 4º mandato  |
| 16 | Ronilton Ferreira Alves, Relé                              | Partido Comunista do Brasil (PCdoB)            | 731   | 1,24 | 1º mandato  |
| 17 | Carmem Rodrigues de Souza Paiva, do Sinttrocel             | Partido Comunista do Brasil (PCdoB)            | 626   | 1,06 | 2º mandato  |

## 16ª Legislatura (2013–2016)
Estes são os vereadores eleitos nas eleições de 7 de outubro de 2012:
|    | Nome                                             | Partido                               | Votos | %    | Observações |
| -- | ------------------------------------------------ | ------------------------------------- | ----- | ---- | ----------- |
| 1  | Marcos da Luz Evangelista Martins (2013)         | Partido dos Trabalhadores (PT)        | 1.954 | 3,33 | 2º mandato  |
| 2  | Edem Almeida Arruda, Professor Edem              | Partido dos Trabalhadores (PT)        | 1.562 | 2,66 | 1º mandato  |
| 3  | Luciano Lugão da Silva                           | Partido Social Democrático (PSD)      | 1.483 | 2,53 | 2º mandato  |
| 4  | Adriano Martins de Oliveira, do Conselho Tutelar | Democratas (DEM)                      | 1.391 | 2,37 | 2º mandato  |
| 5  | Roberto Rodrigues, Beto Cavaleiro                | Partido Pátria Livre (PPL)            | 1.374 | 2,34 | 1º mandato  |
| 6  | Ronilson Evelton de Souza, Ronilson Burrinho     | Partido Socialista Brasileiro (PSB)   | 1.337 | 2,28 | 1º mandato  |
| 7  | Eugênio Pascelli Gonçalves Lima                  | Democratas (DEM)                      | 1.139 | 1,94 | 5º mandato  |
| 8  | Andréia Martins de Sousa Botelho                 | Partido Social Liberal (PSL)          | 1.132 | 1,93 | 2º mandato  |
| 9  | Nivaldo Lagares Pinto, Querubim (2016)           | Partido Democrático Trabalhista (PDT) | 1.129 | 1,92 | 5º mandato  |
| 10 | Sérgio Antônio Dias, Serjão do Casib             | Partido dos Trabalhadores (PT)        | 1.054 | 1,80 | 1º mandato  |
| 11 | Edilson Izabel Rodrigues, do Sinttrocel          | Partido Comunista do Brasil (PCdoB)   | 972   | 1,66 | 1º mandato  |
| 12 | Vanderlei Cupertino Fialho, Canídia (2014–2015)  | Partido dos Trabalhadores (PT)        | 829   | 1,41 | 3º mandato  |
| 13 | Leandro Tenório de Oliveira, Xingozinho          | Partido Progressista (PP)             | 820   | 1,40 | 1º mandato  |
| 14 | Eusiméria Duarte Queiroz Utino                   | Partido Comunista do Brasil (PCdoB)   | 816   | 1,39 | 1º mandato  |
| 15 | José Carlos Fonseca, Zé Carlos do Posto de Saúde | Partido Trabalhista Nacional (PTN)    | 797   | 1,36 | 1º mandato  |
| 16 | Enéias José dos Reis                             | Partido Trabalhista do Brasil (PTdoB) | 754   | 1,29 | 1º mandato  |
| 17 | Carmem Rodrigues de Souza Paiva, do Sinttrocel   | Partido Comunista do Brasil (PCdoB)   | 727   | 1,24 | 1º mandato  |

## 15ª Legislatura (2009–2012)
Estes são os vereadores eleitos nas eleições de 5 de outubro de 2008:
|    | Nome                                           | Partido                               | Votos | %    | Observações |
| -- | ---------------------------------------------- | ------------------------------------- | ----- | ---- | ----------- |
| 1  | Francisco Pereira Lemos, Dr. Lemos (2011–2012) | Partido Democrático Trabalhista (PDT) | 3.014 | 5,14 | 3º mandato  |
| 2  | Adriano Martins de Oliveira                    | Democratas (DEM)                      | 1.889 | 3,22 | 1º mandato  |
| 3  | Vanderlei Cupertino Fialho, Canídia (2010)     | Partido dos Trabalhadores (PT)        | 1.743 | 2,97 | 2º mandato  |
| 4  | Djalma Eugênio Tiago                           | Partido dos Trabalhadores (PT)        | 1.608 | 2,74 | 1º mandato  |
| 5  | Luciano Lugão da Silva                         | Partido Socialista Brasileiro (PSB)   | 1.607 | 2,74 | 1º mandato  |
| 6  | Wailson Lima Madeira, da Saúde                 | Partido da República (PR)             | 1.518 | 2,59 | 1º mandato  |
| 7  | Andréia Martins de Sousa Botelho (2009)        | Partido Social Liberal (PSL)          | 1.518 | 2,59 | 1º mandato  |
| 8  | Marcos da Luz Evangelista Martins              | Partido dos Trabalhadores (PT)        | 1.441 | 2,46 | 1º mandato  |
| 9  | José Cleres Gomes                              | Partido Socialista Brasileiro (PSB)   | 1.288 | 2,20 | 2º mandato  |
| 10 | Natalino Moraes, da Farmácia                   | Partido Democrático Trabalhista (PDT) | 868   | 1,48 | 1º mandato  |
| 11 | Nivaldo Lagares Pinto, Querubim                | Partido Democrático Trabalhista (PDT) | 853   | 1,45 | 4º mandato  |

## 14ª Legislatura (2005–2008)
Estes são os vereadores eleitos nas eleições de 3 de outubro de 2004:
|    | Nome                                        | Partido                                            | Votos | %     | Observações |
| -- | ------------------------------------------- | -------------------------------------------------- | ----- | ----- | ----------- |
| 1  | Eugênio Pascelli Gonçalves Lima             | Partido da Frente Liberal (PFL)                    | 1.298 | 2,272 | 4º mandato  |
| 2  | Vanderlei Cupertino Fialho, Canídia         | Partido dos Trabalhadores (PT)                     | 1.057 | 1,850 | 1º mandato  |
| 3  | Lino Francisco da Silva                     | Partido dos Trabalhadores (PT)                     | 1.050 | 1,838 | 2º mandato  |
| 4  | Joel Gonzaga de Aredes (2007–2008)          | Partido Trabalhista Brasileiro (PTB)               | 1.040 | 1,820 | 2º mandato  |
| 5  | Wellington Ferreira de Sousa                | Partido da Social Democracia Brasileira (PSDB)     | 954   | 1,670 | 2º mandato  |
| 6  | Antônio Gonçalves Ataíde, Toninho do Cocais | Partido do Movimento Democrático Brasileiro (PMDB) | 954   | 1,670 | 5º mandato  |
| 7  | Aroldo Brande                               | Partido Liberal (PL)                               | 940   | 1,645 | 3º mandato  |
| 8  | Maria da Conceição Monteiro Castro          | Partido Democrático Trabalhista (PDT)              | 917   | 1,605 | 1º mandato  |
| 9  | Geraldo Beltrame de Andrade (2005)          | Partido dos Trabalhadores (PT)                     | 898   | 1,572 | 1º mandato  |
| 10 | Rubens Barros Magalhães (2006)              | Partido da Frente Liberal (PFL)                    | 873   | 1,528 | 3º mandato  |
| 11 | Julião da Conceição Ribeiro                 | Partido da Frente Liberal (PFL)                    | 690   | 1,208 | 1º mandato  |

## 13ª Legislatura (2001–2004)
Estes são os vereadores eleitos nas eleições de 1º de outubro de 2000:
|    | Nome                                               | Partido                                            | Votos | %     | Observações |
| -- | -------------------------------------------------- | -------------------------------------------------- | ----- | ----- | ----------- |
| 1  | Francisco Pereira Lemos, Delegado                  | Partido Liberal (PL)                               | 1.773 | 3,269 | 2º mandato  |
| 2  | Eugênio Pascelli Gonçalves Lima (2002)             | Partido da Frente Liberal (PFL)                    | 993   | 1,831 | 3º mandato  |
| 3  | Juarez Batista da Silva (2001)                     | Partido do Movimento Democrático Brasileiro (PMDB) | 978   | 1,803 | 2º mandato  |
| 4  | Irnac Valadares Silva                              | Partido Liberal (PL)                               | 940   | 1,645 | 1º mandato  |
| 5  | Joel Gonzaga de Aredes                             | Partido da Frente Liberal (PFL)                    | 867   | 1,598 | 1º mandato  |
| 6  | Lino Francisco da Silva                            | Partido dos Trabalhadores (PT)                     | 865   | 1,595 | 1º mandato  |
| 7  | Ezequias Pereira da Silva                          | Partido da Frente Liberal (PFL)                    | 845   | 1,558 | 2º mandato  |
| 8  | Rosângela Mendes Alves                             | Partido dos Trabalhadores (PT)                     | 839   | 1,547 | 1º mandato  |
| 9  | Antônio Gonçalves Ataíde, Toninho do Cocais (2004) | Partido da Social Democracia Brasileira (PSDB)     | 787   | 1,451 | 4º mandato  |
| 10 | Hudson Roberto Lino, Beto Hudson                   | Partido dos Trabalhadores (PT)                     | 715   | 1,318 | 1º mandato  |
| 11 | Paulo Amaral                                       | Partido dos Trabalhadores (PT)                     | 693   | 1,278 | 1º mandato  |
| 12 | Rubens Barros Magalhães                            | Partido da Frente Liberal (PFL)                    | 680   | 1,254 | 2º mandato  |
| 13 | Novaes Luz da Silva                                | Partido da Social Democracia Brasileira (PSDB)     | 653   | 1,204 | 2º mandato  |
| 14 | Hélio Miranda de Almeida                           | Partido Liberal (PL)                               | 634   | 1,169 | 2º mandato  |
| 15 | Nivaldo Lagares Pinto, Querubim                    | Partido Democrático Trabalhista (PDT)              | 626   | 1,154 | 3º mandato  |
| 16 | Chames Valya Rolim Maia (2003)                     | Partido Democrático Trabalhista (PDT)              | 580   | 1,069 | 1º mandato  |
| 17 | José Cleres Gomes                                  | Partido Trabalhista Brasileiro (PTB)               | 479   | 0,883 | 1º mandato  |

## 12ª Legislatura (1997–2000)
Estes são os vereadores eleitos nas eleições de 3 de outubro de 1996:
|    | Nome                                | Partido                                            | Votos | %     | Observações |
| -- | ----------------------------------- | -------------------------------------------------- | ----- | ----- | ----------- |
| 1  | Vanito Teixeira da Silva            | Partido do Movimento Democrático Brasileiro (PMDB) | 943   | 2,085 | 3º mandato  |
| 2  | Humberto José Carlos de Medeiros    | Partido dos Trabalhadores (PT)                     | 907   | 2,006 | 1º mandato  |
| 3  | Manoel Aparecido Caldeira Hemétrio  | Partido dos Trabalhadores (PT)                     | 881   | 1,948 | 1º mandato  |
| 4  | Célio Valadares da Silva            | Partido dos Trabalhadores (PT)                     | 874   | 1,933 | 2º mandato  |
| 5  | José Tadeu de Assis                 | Partido dos Trabalhadores (PT)                     | 828   | 1,831 | 2º mandato  |
| 6  | Antônio Gonçalves Ataídes           | Partido da Social Democracia Brasileira (PSDB)     | 809   | 1,789 | 3º mandato  |
| 7  | Sebastião Cardoso Alves             | Partido dos Trabalhadores (PT)                     | 783   | 1,731 | 1º mandato  |
| 8  | Aroldo Brande                       | Partido Trabalhista Brasileiro (PTB)               | 761   | 1,683 | 2º mandato  |
| 9  | Francisco Pereira Lemos             | Partido Liberal (PL)                               | 754   | 1,667 | 1º mandato  |
| 10 | Wander Horta Lage (1999)            | Partido dos Trabalhadores (PT)                     | 688   | 1,521 | 1º mandato  |
| 11 | Elias Ramos Soares                  | Partido Trabalhista Brasileiro (PTB)               | 651   | 1,440 | 1º mandato  |
| 12 | José da Mata Sanches (1998)         | Partido do Movimento Democrático Brasileiro (PMDB) | 619   | 1,369 | 4º mandato  |
| 13 | Rubens Barros Magalhães             | Partido do Movimento Democrático Brasileiro (PMDB) | 579   | 1,280 | 1º mandato  |
| 14 | Nivaldo Lagares Pinto               | Partido da Social Democracia Brasileira (PSDB)     | 565   | 1,249 | 2º mandato  |
| 15 | Antônio Santana de Paula            | Partido dos Trabalhadores (PT)                     | 538   | 1,190 | 3º mandato  |
| 16 | Wellington Ferreira de Sousa (2000) | Partido Liberal (PL)                               | 491   | 1,086 | 1º mandato  |
| 17 | Hélio Miranda de Almeida (1997)     | Partido Progressista (PPB)                         | 456   | 1,008 | 1º mandato  |

## 11ª Legislatura (1993–1996)
Estes são os vereadores eleitos nas eleições de 3 de outubro de 1992:
|    | Nome                                          | Partido                                            | Votos | %     | Observações |
| -- | --------------------------------------------- | -------------------------------------------------- | ----- | ----- | ----------- |
| 1  | Novaes Luz da Silva                           | Partido Liberal (PL)                               | 844   | 10,11 | 1º mandato  |
| 2  | Eugênio Pascelli Gonçalves Lima (1993 e 1995) | Partido Liberal (PL)                               | 729   | 8,73  | 2º mandato  |
| 3  | Célio Valadares da Silva                      | Partido dos Trabalhadores (PT)                     | 724   | 8,67  | 1º mandato  |
| 4  | Antônio Gonçalves Ataíde                      | Partido Liberal (PL)                               | 632   | 7,57  | 2º mandato  |
| 5  | Francisco de Assis Simões Thomaz              | Partido dos Trabalhadores (PT)                     | 627   | 7,51  | 1º mandato  |
| 6  | Joaquim Benedito dos Passos                   | Partido Liberal (PL)                               | 576   | 6,90  | 2º mandato  |
| 7  | Antônio Santana de Paula                      | Partido Liberal (PL)                               | 500   | 5,99  | 2º mandato  |
| 8  | Ezequias Pereira da Silva                     | Partido Liberal (PL)                               | 465   | 5,57  | 1º mandato  |
| 9  | Zenóbio Ayres Gomes (1994)                    | Partido do Movimento Democrático Brasileiro (PMDB) | 439   | 5,26  | 1º mandato  |
| 10 | José da Mata Sanches                          | Partido da Frente Liberal (PFL)                    | 433   | 5,18  | 3º mandato  |
| 11 | José Geraldo Braga Mercante                   | Partido do Movimento Democrático Brasileiro (PMDB) | 398   | 4,77  | 2º mandato  |
| 12 | Nivaldo Lagares Pinto (1996)                  | Partido da Social Democracia Brasileira (PSDB)     | 395   | 4,73  | 1º mandato  |
| 13 | José Tadeu de Assis                           | Partido dos Trabalhadores (PT)                     | 387   | 4,63  | 1º mandato  |
| 14 | Ladislau Pereira Duarte                       | Partido da Social Democracia Brasileira (PSDB)     | 355   | 4,25  | 2º mandato  |
| 15 | Mário dos Santos                              | Partido do Movimento Democrático Brasileiro (PMDB) | 326   | 3,90  | 2º mandato  |
| 16 | Aroldo Brande                                 | Partido Trabalhista Brasileiro (PTB)               | 287   | 3,44  | 1º mandato  |
| 17 | Célio Ângelo da Silva                         | Partido Trabalhista Brasileiro (PTB)               | 235   | 2,81  | 1º mandato  |

## 10ª Legislatura (1989–1992)
Estes são os vereadores eleitos nas eleições de 15 de novembro de 1988:
|    | Nome                                   | Partido                                            | Votos | %    | Observações |
| -- | -------------------------------------- | -------------------------------------------------- | ----- | ---- | ----------- |
| 1  | José Geraldo Braga Mercadante          | Partido do Movimento Democrático Brasileiro (PMDB) | 523   | 5,00 | 1º mandato  |
| 2  | José Horta de Carvalho                 | Partido dos Trabalhadores (PT)                     | 483   | 4,62 | 1º mandato  |
| 3  | Edmar de Sousa Moreira (1989–1990)     | Partido Democrático Trabalhista (PDT)              | 482   | 4,61 | 1º mandato  |
| 4  | Mário dos Santos                       | Partido do Movimento Democrático Brasileiro (PMDB) | 424   | 4,06 | 1º mandato  |
| 5  | Rogério Mendonça Casagrande            | Partido do Movimento Democrático Brasileiro (PMDB) | 394   | 3,77 | 1º mandato  |
| 6  | Geraldo Tadeu Ferreira de Carvalho     | Partido dos Trabalhadores (PT)                     | 379   | 3,63 | 1º mandato  |
| 7  | Ladislau Pereira Duarte                | Partido da Social Democracia Brasileira (PSDB)     | 337   | 3,22 | 1º mandato  |
| 8  | Juarez Batista da Silva                | Partido do Movimento Democrático Brasileiro (PMDB) | 322   | 3,08 | 1º mandato  |
| 9  | Vanito Teixeira da Silva               | Partido do Movimento Democrático Brasileiro (PMDB) | 320   | 3,06 | 2º mandato  |
| 10 | Maria Flor de Liz Messina              | Partido da Frente Liberal (PFL)                    | 300   | 2,87 | 3º mandato  |
| 11 | Eugênio Pascelli Gonçalves Lima (1992) | Partido da Social Democracia Brasileira (PSDB)     | 267   | 2,55 | 1º mandato  |
| 12 | Ivan de Freiras Medeiros (1991)        | Partido da Social Democracia Brasileira (PSDB)     | 256   | 2,45 | 1º mandato  |
| 13 | Antônio Gonçalves Ataíde               | Partido Democrático Trabalhista (PDT)              | 232   | 2,22 | 1º mandato  |
| 14 | Joaquim Benedito dos Passos            | Partido da Frente Liberal (PFL)                    | 226   | 2,16 | 1º mandato  |

## 9ª Legislatura (1983–1988)
Estes são os vereadores eleitos nas eleições de 15 de novembro de 1982:
|    | Nome                              | Partido                                            | Votos | %     | Observações |
| -- | --------------------------------- | -------------------------------------------------- | ----- | ----- | ----------- |
| 1  | Helvécio Pinto dos Santos         | Partido do Movimento Democrático Brasileiro (PMDB) | 1.406 | 14,24 | 1º mandato  |
| 2  | Messias Paulo Moreira             | Partido do Movimento Democrático Brasileiro (PMDB) | 913   | 9,25  | 3º mandato  |
| 3  | José Custódio Filho (1984 e 1986) | Partido do Movimento Democrático Brasileiro (PMDB) | 894   | 9,06  | 1º mandato  |
| 4  | Nelson Lopes da Silva             | Partido do Movimento Democrático Brasileiro (PMDB) | 734   | 7,44  | 1º mandato  |
| 5  | Vanito Teixeira da Silva          | Partido do Movimento Democrático Brasileiro (PMDB) | 707   | 7,16  | 1º mandato  |
| 6  | Maria Flor de Liz Messina         | Partido Democrático Social (PDS)                   | 689   | 6,98  | 2º mandato  |
| 7  | João Batista Marques              | Partido do Movimento Democrático Brasileiro (PMDB) | 638   | 6,46  | 1º mandato  |
| 8  | Oliveira Marcos Raimundo          | Partido do Movimento Democrático Brasileiro (PMDB) | 588   | 5,96  | 3º mandato  |
| 9  | Marx Fernandes Rangel             | Partido do Movimento Democrático Brasileiro (PMDB) | 580   | 5,88  | 1º mandato  |
| 10 | Sylvio Bartholomeu Pereira        | Partido do Movimento Democrático Brasileiro (PMDB) | 541   | 5,48  | 1º mandato  |
| 11 | Antônio Santana de Paula          | Partido do Movimento Democrático Brasileiro (PMDB) | 529   | 5,36  | 1º mandato  |
| 12 | Paulo Silva                       | Partido do Movimento Democrático Brasileiro (PMDB) | 527   | 5,34  | 1º mandato  |
| 13 | Wicilon Vieira Veloso             | Partido Democrático Social (PDS)                   | 382   | 3,87  | 1º mandato  |
| 14 | Clodomiro de Jesus                | Partido Democrático Social (PDS)                   | 378   | 3,83  | 2º mandato  |
| 15 | João Caciano Damasceno (1988)     | Partido Democrático Social (PDS)                   | 365   | 3,70  | 2º mandato  |

## 8ª Legislatura (1977–1982)
Estes são os vereadores eleitos nas eleições de 15 de novembro de 1976:
|    | Nome                               | Partido                                | Observações |
| -- | ---------------------------------- | -------------------------------------- | ----------- |
| 1  | Adão de Oliveira Ramos             | Aliança Renovadora Nacional (ARENA)    | 1º mandato  |
| 2  | Agostinho da Silva Gomes           | Movimento Democrático Brasileiro (MDB) | 1º mandato  |
| 3  | Atanázio Pereira Mendes            | Movimento Democrático Brasileiro (MDB) | 1º mandato  |
| 4  | Aurélio Sena do Nascimento Almeida | Movimento Democrático Brasileiro (MDB) | 2º mandato  |
| 5  | Dinorá Pereira                     | Aliança Renovadora Nacional (ARENA)    | 1º mandato  |
| 6  | Dirley Ferreira Mendes             | Movimento Democrático Brasileiro (MDB) | 1º mandato  |
| 7  | Eliezer Bragança                   | Aliança Renovadora Nacional (ARENA)    | 1º mandato  |
| 8  | Hélio Arantes de Faria             | Movimento Democrático Brasileiro (MDB) | 1º mandato  |
| 9  | João Caciano Damasceno             | Aliança Renovadora Nacional (ARENA)    | 1º mandato  |
| 10 | José da Mata Sanches               | Movimento Democrático Brasileiro (MDB) | 2º mandato  |
| 11 | José Martins de Barros             | Aliança Renovadora Nacional (ARENA)    | 1º mandato  |
| 12 | José Vieira Simões                 | Movimento Democrático Brasileiro (MDB) | 1º mandato  |
| 13 | Maria Flor de Liz Messina          | Aliança Renovadora Nacional (ARENA)    | 1º mandato  |
| 14 | Maurício Miranda Soares            | Aliança Renovadora Nacional (ARENA)    | 3º mandato  |
| 15 | Oliveira Marcos Raimundo           | Movimento Democrático Brasileiro (MDB) | 2º mandato  |

## 7ª Legislatura (1973–1976)
Estes são os vereadores eleitos nas eleições de 15 de novembro de 1972:
|    | Nome                               | Partido                                | Observações |
| -- | ---------------------------------- | -------------------------------------- | ----------- |
| 1  | Aurélio Sena do Nascimento Almeida | Movimento Democrático Brasileiro (MDB) | 1º mandato  |
| 2  | César Cândido de Oliveira          | Movimento Democrático Brasileiro (MDB) | 2º mandato  |
| 3  | Geraldo Gomes da Costa             | Aliança Renovadora Nacional (ARENA)    | 1º mandato  |
| 4  | Hadias Teixeira                    | Movimento Democrático Brasileiro (MDB) | 1º mandato  |
| 5  | Joaquim Gomes Alvernaz             | Movimento Democrático Brasileiro (MDB) | 2º mandato  |
| 6  | José da Mata Sanches               | Movimento Democrático Brasileiro (MDB) | 1º mandato  |
| 7  | José Martins Medeiros              | Movimento Democrático Brasileiro (MDB) | 2º mandato  |
| 8  | Manuel Bonifácio de Oliveira       | Movimento Democrático Brasileiro (MDB) | 2º mandato  |
| 9  | Marcelo Albeny                     | Aliança Renovadora Nacional (ARENA)    | 1º mandato  |
| 10 | Messias Paulo Moreira              | Movimento Democrático Brasileiro (MDB) | 2º mandato  |
| 11 | Morino Xavier de Barros            | Movimento Democrático Brasileiro (MDB) | 2º mandato  |
| 12 | Oliveira Marcos Raimundo           | Movimento Democrático Brasileiro (MDB) | 1º mandato  |
| 13 | Onair de Oliveira Camargo          | Aliança Renovadora Nacional (ARENA)    | 1º mandato  |
| 14 | Roberto Luiz Machado               | Aliança Renovadora Nacional (ARENA)    | 1º mandato  |
| 15 | Rosalvo Pinheiro                   | Movimento Democrático Brasileiro (MDB) | 1º mandato  |

## 6ª Legislatura (1971–1972)
|    | Nome                         | Partido                                | Observações |
| -- | ---------------------------- | -------------------------------------- | ----------- |
| 1  | Américo Bento Assunção       | Aliança Renovadora Nacional (ARENA)    | 1º mandato  |
| 2  | Antônio Henrique da Silva    | Aliança Renovadora Nacional (ARENA)    | 2º mandato  |
| 3  | César Cândido de Oliveira    | Movimento Democrático Brasileiro (MDB) | 1º mandato  |
| 4  | Dami Jacarandá de Meira      | Aliança Renovadora Nacional (ARENA)    | 2º mandato  |
| 5  | Íris Vítor Luzia             | Aliança Renovadora Nacional (ARENA)    | 1º mandato  |
| 6  | José Martins Medeiros        | Movimento Democrático Brasileiro (MDB) | 1º mandato  |
| 7  | Juarez Bhering Torres        | Movimento Democrático Brasileiro (MDB) | 1º mandato  |
| 8  | Manoel Bonifácio de Oliveira | Movimento Democrático Brasileiro (MDB) | 1º mandato  |
| 9  | Maurício Miranda Soares      | Aliança Renovadora Nacional (ARENA)    | 2º mandato  |
| 10 | Paulo Almir Antunes          | Movimento Democrático Brasileiro (MDB) | 1º mandato  |
| 11 | Paulo Roberto Schimidt       | Movimento Democrático Brasileiro (MDB) | 1º mandato  |
| 12 | Tarcísio de Oliveira Morais  | Aliança Renovadora Nacional (ARENA)    | 1º mandato  |
| 13 | Ubiracyr das Dores Pereira   | Aliança Renovadora Nacional (ARENA)    | 2º mandato  |

## 5ª Legislatura (1967–1970)
|    | Nome                         | Partido                                | Observações |
| -- | ---------------------------- | -------------------------------------- | ----------- |
| 1  | Amilar Pinto de Lima         | Movimento Democrático Brasileiro (MDB) | 2º mandato  |
| 2  | Antônio Henrique da Silva    | Movimento Democrático Brasileiro (MDB) | 1º mandato  |
| 3  | Clodomiro de Jesus           | Movimento Democrático Brasileiro (MDB) | 1º mandato  |
| 4  | Dami Jacarandá de Meira      | Aliança Renovadora Nacional (ARENA)    | 1º mandato  |
| 5  | Dirceu de Oliveira           | Movimento Democrático Brasileiro (MDB) | 1º mandato  |
| 6  | Hilton Luiz de Andrade       | Aliança Renovadora Nacional (ARENA)    | 1º mandato  |
| 7  | Joaquim Gomes de Alvernaz    | Movimento Democrático Brasileiro (MDB) | 1º mandato  |
| 8  | João Batista Barcelos Costa  | Movimento Democrático Brasileiro (MDB) | 1º mandato  |
| 9  | José Correa                  | Movimento Democrático Brasileiro (MDB) | 1º mandato  |
| 10 | Maurício Miranda Soares      | Aliança Renovadora Nacional (ARENA)    | 1º mandato  |
| 11 | Messias Paulo Moreira        | Aliança Renovadora Nacional (ARENA)    | 1º mandato  |
| 12 | Morino Xavier de Barros      | Movimento Democrático Brasileiro (MDB) | 1º mandato  |
| 13 | Pedro Rolim Filho            | Aliança Renovadora Nacional (ARENA)    | 1º mandato  |
| 14 | Roberto de Oliveira Polastri | Movimento Democrático Brasileiro (MDB) | 1º mandato  |
| 15 | Ubiracyr das Dores Pereira   | Aliança Renovadora Nacional (ARENA)    | 1º mandato  |

## 4ª Legislatura (1963–1966)
|    | Nome                             | Partido                               | Observações                           |
| -- | -------------------------------- | ------------------------------------- | ------------------------------------- |
| 1  | Amilar Pinto de Lima             | Partido Social Democrático (PSD)      | 1º mandato                            |
| 2  | Antônio José de Almeida          | Partido Republicano (PR)              | 1º mandato                            |
| 3  | Antônio Silva                    | Partido Trabalhista Brasileiro (PTB)  | 1º mandato                            |
| 4  | Geraldo Araújo Moraes            | União Democrática Nacional (UDN)      | 2º mandato                            |
| 5  | Geraldo Inácio da Silva          | União Democrática Nacional (UDN)      | 1º mandato. Faleceu durante o mandato |
| 6  | Joaquim de Assis Nunes           | Partido Social Trabalhista (PST)      | 1º mandato                            |
| 7  | João Batista Gonçalves           | Movimento Trabalhista Renovador (MTR) | 1º mandato                            |
| 8  | José Carlos de Oliveira          | Movimento Trabalhista Renovador (MTR) | 1º mandato                            |
| 9  | José Cícero de Lima              | Partido Trabalhista Brasileiro (PTB)  | 1º mandato                            |
| 10 | José Matólio de Oliveira Barbosa | União Democrática Nacional (UDN)      | 1º mandato                            |
| 11 | Maurício de Barros               | Partido Social Democrático (PSD)      | 1º mandato                            |
| 12 | Paulo Almir Antunes              | União Democrática Nacional (UDN)      | 1º mandato                            |
| 13 | Raimundo Anício Alves            | União Democrática Nacional (UDN)      | 1º mandato                            |
| 14 | Rosalina Moreira das Mercês      | União Democrática Nacional (UDN)      | 1º mandato                            |
| 15 | Welington Martins Ferreira       | União Democrática Nacional (UDN)      | 1º mandato                            |

## 3ª Legislatura (1959–1962)
|   | Nome                          | Partido                              | Observações |
| - | ----------------------------- | ------------------------------------ | ----------- |
| 1 | Antônio Roque                 | Partido Trabalhista Nacional (PTN)   | 1º mandato  |
| 2 | Geraldo Araújo Moraes         | União Democrática Nacional (UDN)     | 1º mandato  |
| 3 | Jair Gonçalves                | Partido Trabalhista Brasileiro (PTB) | 1º mandato  |
| 4 | João Rodrigues da Silveira    | Partido Social Progressista (PSP)    | 1º mandato  |
| 5 | José Vítor Ferreira           | Partido Trabalhista Nacional (PTN)   | 1º mandato  |
| 6 | Mário Aquino Moreira de Sousa | União Democrática Nacional (UDN)     | 1º mandato  |
| 7 | Rafael Olímpio da Cunha       | União Democrática Nacional (UDN)     | 1º mandato  |
| 8 | Ramiro Camargo                | União Democrática Nacional (UDN)     | 1º mandato  |

## Legenda
| cor  | significado          |
| Bege | Presidente da Câmara |
| Azul | Suplente             |